# Voldemar
Voldemar ist als eine estnische Form von Waldemar bzw. Woldemar ein estnischer männlicher Vorname. Die lettische Form des Namens ist Voldemārs.

## Namensträger
- Voldemar Herkel (1929–2019), estnischer Architekt
- Johann Voldemar Jannsen (1819–1890), estnischer Publizist und Herausgeber
- Voldemar Mägi (1914–1954), estnischer Ringer
- Voldemar Puhk (1891–1937), estnischer Geschäftsmann und Diplomat
- Voldemar Rõks (1900–1941), estnischer Fußballspieler und Leichtathlet
- Voldemar Tago (1887–1960), estnischer Dirigent
- Nikolai Voldemar Triik (1884–1940), estnischer Maler, Graphiker und Kunstpädagoge
- Voldemar Väli (1903–1997), estnischer Ringer